# Beniarrés (kommunhuvudort)
Beniarrés är en kommunhuvudort i Spanien.   Den ligger i provinsen Provincia de Alicante och regionen Valencia, i den östra delen av landet, 300 km sydost om huvudstaden Madrid. Beniarrés ligger 395 meter över havet och antalet invånare är 1 339.
Terrängen runt Beniarrés är kuperad. Runt Beniarrés är det glesbefolkat, med 20 invånare per kvadratkilometer. Närmaste större samhälle är Alcoy, 15,2 km sydväst om Beniarrés. Trakten runt Beniarrés består till största delen av jordbruksmark.